# جوایز اسلمی
جوایز اِسلَمی یا اِسلَمی اَواردز (به انگلیسی: Slammy Awards) مراسمی در کمپانی دبلیودبلیوئی است که در آن همچون مراسم‌های جایزه اسکار و جایزه گرمی جوایزی تحت عنوان "جایزه اِسلَمی" به کشتی‌گیران حرفه‌ای و گزارشگران و مفسران وهمینطور به منیجرها داده می‌شود. این مراسم تاکنون دوازده بار برگزار شده که دو بار اول آن در سالهای ۱۹۸۶ و ۱۹۸۷ بود. بعد از وقفه‌ای هفت ساله، این مراسم در سال ۹۴ دوباره بازگشت و در یک قسمت ویژه برنامه دبلیودبلیواِف مِینیا پخش شد. برگزاری این مراسم در سال‌های ۹۶ و ۹۷ (به شکل یک ضیافت) ادامه یافت. بار دیگر این مراسم دچار وقفه‌ای طولانی شد تا اینکه دبلیودبلیوئی آن را دوباره در سال ۲۰۰۸ بازگرداند (اینبار به این صورت که جوایز در قسمتی از برنامه راو و در خلال مسابقات اهدا می‌شدند و هم‌اکنون هم به همین صورت است). 
جایزه اهدایی به شخص برنده، تندیسی است از یک کشتی‌گیر که آن دیگری را بر روی دستان خود بلند کرده‌است.

## جوایز اسلمی ۲۰۱۵
این رویداد در ۲۱ دسامبر ۲۰۱۵ و در مجموعه ورزشی تارگت سنتر شهر مینیاپولیس ایالت مینه‌سوتا برگزار شد.
| بخش                                                | اهدا‌کننده                     | نامزدها |
| -------------------------------------------------- | ----------------------------- | --- |
| تگ تیم سال                                         | WWE.com                       | - د اوسوس (جیمی و جِی اوسو) - د نو دی (بیگ ای، کوفی کینگستون و زیویر وودز) - پرایم تایم پلیرز (درن یانگ و تایتوس اونیل) - تایسن کید و سِزارو - د لوچا دراگونز (کالیستو و سین کارا) |
| بهترین مسابقه مبارزه‌طلبی آزاد جان سینا             | WWE.com                       | - مقابل سِزارو در راو (ششم ژوئیه) - مقابل دالف زیگلر در راو (12 اکتبر) - مقابل سمی زین در راو (4 می) - مقابل دین امبروز در راو (30 مارچ) - مقابل نویل در راو (11 می) |
| هَش‌تَگ سال                                           | WWE.com                       | - #SuplexCity - #GiveDivasAChance - #SaveTheTables - #AxelMania - #RKOOUTTANOWHERE |
| بهترین لحظه با حضور افراد مشهور                    | WWE.com                       | - پریدن استفن امل از بالای رینگ بر روی اِستارداست و کینگ بَرِت در سامِراِسلم.d - معرفی زک رایدر توسط بازیگران مجموعه تلویزیونی Entourage در راو. (25 می) - مشین گان کلی از کِوین اُوِنز یک پاوِربام به درون تجهیزات صحنه دریافت می‌کند. (راو 15 ژوئن) - جان استوارت در مسابقه جان سینا در سامراسلم ۲۰۱۵ دخالت می‌کند. - سیلی زدن وین رونی به کینگ بَرِت در راو. (9 نوامبر) |
| بهترین لحظه "بگو که الان این رو نگفتی" سال         | WWE.com                       | - براک لزنر واژه "سوپلِکس سیتی" را در رسلمانیا ۳۱ ابداع می‌کند. - دین امبروز سث رالینز را "جاستین بیبر" خطاب می‌کند. (راو 25 می) - سث رالینز جانی منزیل را "جانی ایدیِت فیس" می‌خواند. (راو 15 ژوئن) - سث رالینز در حال شادی با کشتی حرفه‌ای بخاطر دستیابیهایشان در رسلمانیا، کین را به تمسخر می‌گیرد. (راو 6 آوریل) - پِیج جشن شارلوت برای قهرمانی دیواز را به هم می‌زند. (راو 21 سپتامبر) |
| رقابت سال                                          | بوکِر تی (پیش نمایش)           | - آندرتیکر مقابل براک لزنرa - رومن رینز مقابل بری وایت - جان سینا مقابل روسِف - تیم بِلا (نیکی بِلا، بری بِلا و آلیشا فاکس) مقابل تیم بی.اِی.دی. (نِیومی، تَمینا و ساشا بنکس) مقابل تیم پی‌سی‌بی (پِیج، شارلوت و بکی لینچ) - سث رالینز مقابل رندی اورتن |
| بهترین برنامه اوریجینال شبکه دبلیودبلیوئی          | کوری گریوز (پیش نمایش)        | - Stone Cold Podcastb - Breaking Ground - Table for 3 - WWE 24 - Swerved |
| خیانت سال                                          | بوکر تی (پیش نمایش)           | - حذف د میز از مسابقه رامبل یادبود آندره دِ جایِنت توسط دِیمیَن میزداو در رسلمانیا ۳۱. - جان استوارت با دخالت در مسابقه جان سینا در سامراسلم ۲۰۱۵ باعث می‌شود او کمربند ایالات متحده خود را از دست بدهد. - رندی اورتن پشت سث رالینز را خالی می‌کند. (راو 9 مارچ) - پِیج به شارلوت و بکی لینچ حمله می‌کند. (راو 26 اکتبر) - اِستارداست پشت گُلداست را خالی می‌کند. (راو 16 فوریه) |
| لحظه افراطی سال                                    | کوری گریوز (پیش نمایش)        | - حمله رومن رینز به شیمس، آلبرتو دل ریو، روسِف و تریپل اچ با یک صندلی فولادی در رویداد تی‌ال‌سی.c - زد و خورد شدید بین براک لزنر و آندرتیکر در همه جای ورزشگاه. (راو 20 ژوئیه) - لوک هارپر در رسلمانیا ۳۱ به دین امبروز یک پاوِربام به درون نردبان خارج از رینگ می‌زند. - سث رالینز با یک ضربه زانو، بینی جان سینا را در هم می‌شکند. (راو 27 ژوئیه) - نِویل با یک دایو بلند بر روی چندین کشتی‌گیر خارج رینگ سقوط کرده و آن‌ها را نقش بر زمین می‌کند. (اسمک داون 11 ژوئن) |
| ستاره نوظهور سال                                   | دالف زیگلر                    | - اِیدریَن نِویل - کِوین اُوِنز - شارلوت - تایلِر بریز - براون استرومن |
| لحظه روده‌بُر شدن(!LOL) سال                          | سَنتینو مارِلا                  | - آر-تروث در راو و اسمک‌داون به اشتباه فکر می‌کند که در مسابقه نردبان مانی این د بنک و همینطور در جمع چهار نفر پایانی تورنمنت قهرمانی دبلیودبلیوئی سنگین‌وزن جهان حضور دارد. (بترتیب هشتم ژوئن و نوزدهم نوامبر)h - اِج و کریسچن کَزو را باز می‌گردانَد. (راو 7 سپتامبر) - سخنرانی بعد از پذیرفته شدن در تالار مشاهیر دبلیودبلیوئی توسط د بوش‌واکرز (بوش‌واکر باچ و بوش‌واکر لوک). - د میز و دِیمیَن میزداو و آگهی تبلیغاتی در مورد میز (راو 2 مارچ) - د نو دی (بیگ ای، کوفی کینگستون و زیویر وودز) استفنی مک‌ماهون و تریپل اچ را ترغیب به رقصیدن می‌کنند. (راو 14 سپتامبر) |
| لحظه شگفت‌آور(!OMG) سال                             | پل هیمن                       | - کالیستو بر روی جِی اوسو یک حرکت دی‌دی‌تی از بالای یک نردبان بلند می‌زند و هر دو بر روی یک نردبان دیگر که افقی قرار گرفته‌است سقوط می‌کنند. - سث رالینز چمدان مانی این د بنک خود را در اواخر مسابقه بین براک لزنر و رومن رینز در رسلمانیا ۳۱ نقد می‌کند تا مسابقه تریپل ترت شود و پس از آن، با موفقیت صاحب کمربند دبلیودبلیوئی سنگین‌وزن جهان می‌شود. - خشم و عصبانیت براک لزنر در راو بعد از رسلمانیا برای گرفتن مسابقه مجددش مقابل سث رالینز و پس گرفتن کمربند خود. (30 مارچ) - در رویداد هِل این اِ سِل، خانواده وایت (بری وایت، براون استرومن، لوک هارپر و اریک روئن) به آندرتیکر پس از مسابقه‌اش با براک لزنر در یک مسابقه هِل این اِ سِل حمله می‌کنند و او را روی دستان خود از ورزشگاه خارج می‌کنند. - شیمس در سروایور سریز درست پس از قهرمان شدن رومن رینز، چمدان خود را کَش می‌کند تا قهرمان جدید کمربند دبلیودبلیوئی سنگین‌وزن جهان شود و رینز فقط به مدت 5:15 دقیقه قهرمان بماند. |
| کشتی‌گیر سال                                        | استفنی مک‌ماهون                | - سث رالینز - تمام کشتی‌گیران نامزد بودند. |
| "قهرمان درون همه ما" سال، ارائه شده توسط کوکا-کولا | مارک هنری                     | - جان سیناe - ناتالیا - رومن رینز - بیگ شو - تایتوس اونیل |
| بازگشت غافلگیرکننده سال                            | بو دالاس (در لباس سانتا کلاس) | - استینگ در راو در لوای تندیس سث رالینز باز می‌گردد و به رالینز حمله می‌کند. (۲۴ آگوست)f - پیوستن کریس جریکو به تیم رومن رینز و دین امبروز در رویداد شب قهرمانان. - بازگشت د دادلی بویز (بابا ری دادلی و دی-وان دادلی) به دبلیودبلیوئی. (راو 24 آگوست) - بازگشت آلبرتو دل ریو و زب کلتر به دبلیودبلیوئی در هِل این اِ سِل. - بازگشت کِین اهریمنی در رویداد شب قهرمانان و بازداشتن شیمس از کَش کردن چمدانش و سپس حمله کین به سث رالینز. |
| دیوای سال                                          | آر-تروث                       | - نیکی بِلا - نِیومی - پِیج - ساشا بنکس - شارلوت |
| لحظه "این فوق‌العاده است(!This Is Awesome)" سال     | د میز                         | - دِ راک و راندا راوزی در رسلمانیا ۳۱ به تریپل اچ و استفنی مک‌ماهون حمله می‌کنند.g - براک لزنر اتومبیل اهدایی رالینز به J&J Security را نابود می‌کند. (راو 6 ژوئیه) - رندی اورتن در رسلمانیا ۳۱، حرکت تمام‌کننده آن زمان سث رالینز یعنی کِرب استامپ را رد می‌کند و آن را تبدیل به یک آرکِی‌اُ می‌کند(حرکت تمام‌کننده خودش) روی رالینز اجرا می‌کند و برنده مسابقه می‌شود. - شروع "تحول" بخش دیواز. (راو 13 ژوئیه) - در پی‌بک اعضای گروه منحل شده شیلد (دین امبروز، سث رالینز و رومن رینز) برای لحظه‌ای دوباره با هم متحد می‌شوند تا با حرکت تمام‌کننده سابقشان یعنی تریپل پاوِربام، رندی اورتن را به درون میز گزارشگران بکوبند. |
| مسابقه سال                                         | ریک فلر                       | - براک لزنر مقابل آندرتیکر یک مسابقه هِل این اِ سِل در رویداد هِل این اِ سِل.a - براک لزنر (c) مقابل جان سینا مقابل سث رالینز در یک مسابقه تریپل ترت برای قهرمانی کمربند دبلیودبلیوئی سنگین‌وزن جهان در رویداد رویال رامبل. - استینگ مقابل تریپل اچ در یک مسابقه پیروزی فقط با پین‌فال یا تسلیم در رسلمانیا ۳۱. - جان سینا مقابل کِوین اُوِنز در رویداد اِلیمینِیشِن چَمبر. - رومن رینز مقابل دالف زیگلر مقابل آلبرتو دل ریو مقابل کوین اونز در یک مسابقه مرگبار چهارجانبه برای تعیین رقیب 1# قهرمان کمربند دبلیودبلیوئی سنگین‌وزن جهان. (راو 26 اکتبر) |

- a پل هیمن جایزه را دریافت کرد
- b کوری گریوز جایزه را دریافت کرد
- c بوکِر تی جایزه را دریافت کرد چون رینز مشغول آماده شدن برای راو بود
- d اِستارداست جایزه را دزدید
- e مارک هنری جایزه را دریافت کرد
- f بو دالاس جایزه را دریافت کرد
- g د میز جایزه را دریافت کرد
- h سَنتینو مارِلا جایزه را دزدید